# Eugène Salami
Eugéne Salami (Abuja, 1989. február 5. –) nigériai labdarúgó, aki jelenleg a Kecskeméti LC játékosa.

## Pályafutása
A nigériai születésű támadó magyarországi karrierje Debrecenben kezdődött 2011 márciusában, ahol azonban az első csapatban kevés lehetőséget kapott. A következő szezonban a tartalékokkal az NBII-ben szerepelt, illetve kölcsönben Nyíregyházán is futballozott, a másodosztályban 10 gólt rúgott összesen. 2012 nyarán megint megvált tőle átmenetileg a Debrecen, ekkor került először Kecskemétre, és 20 meccsen 4 gólt rúgott a KTE színeiben az NBI-ben, emellett a Ligakupában is betalált 3-szor. Jó teljesítményére külföldön is felfigyeltek, így 2013-2015-ig a cseh élvonalbeli Teplicében szerepelt, ahol 36 meccsen 6 gólt és 2 gólpasszt jegyzett.
Salami először 2015 őszén jelentkezett Kecskeméten edzéslehetőséget kérve, ezt követően a szakmai stáb végig biztosította neki ezt, a téli és a nyári edzőmeccseken is játszott. 2016 augusztusában aláírt a klubhoz és a bajnokságban a Baja elleni 3–0-ra megnyert mérkőzésen debütált mesterhármassal.

## Sikerei, díjai
- Debreceni VSC
  - Magyar kupa: 2011–12